# Beverly LaHaye
Beverly LaHaye (Detroit (Michigan), 30 april 1929 – El Cajon (Californië), 14 april 2024) was een Amerikaanse schrijfster van christelijke boeken en activiste. Zij was de echtgenote van Tim LaHaye, die eveneens christelijke boeken schreef (een enkele hebben ze gezamenlijk geschreven). Evenals haar man behoorde zij tot het evangelicale christendom.
LaHaye richtte in 1979 Concerned Women for America (CWA) ('Bezorgde Vrouwen voor Amerika') op. Deze Amerikaanse christelijke organisatie is tegen het homohuwelijk, pornografie etc.
LaHaye overleed op 14 april 2024 op 94-jarige leeftijd.
- Biblioteca Nacional de España: XX1081100
- Gemeinsame Normdatei: 120782863
- International Standard Name Identifier: 0000 0001 1450 462X
- Library of Congress Control Number: n50039407
- Nationale Bibliotheek van Tsjechië: xx0011407
- Nederlandse Thesaurus van Auteursnamen: 070726809
- SNAC: w62j7vbf
- Virtual International Authority File: 85374323
- WorldCat: E39PBJtCFV3gWJCyVPGdjRJhpP